# UB-148号潜艇
陛下之UB-148号艇是德意志帝国海军于第一次世界大战期间建造的其中一艘UB-III型近岸潜艇或称U艇。它由不来梅的威悉船厂承建，于1918年8月7日新船下水，至同年9月19日交付使用。其全长55.85米，水面及水下排水量分别为523吨和653吨，艇载武器则包括五具500毫米鱼雷发射管以及一门105毫米口径甲板炮。由于入役时已临近战争结束，UB-148号未及参与任何作战行动。战后，该艇根据对德停战协定的要求于1918年11月28日被引渡至英国哈维奇正式向协约国投降，然后移交美国，并最终于1921年作为靶舰在美国东岸遭西卡尔号驱逐舰击沉。

## 设计
UB-148号是不来梅威悉船厂承建的第四批次UB-III型潜艇之一，由德意志帝国海军潜艇监察局于1917年6月27日订购，同年10月27日动工，至1918年8月7日下水。其全长55.85米，舷宽5.8米。艇体采用双壳体结构，水面及水下排水量分别为523吨和653吨，浮起时的吃水深度为3.75米。由于无需像UC-II型艇那样提供水雷布设装置，设计工程师对潜艇舷弧进行了优化，增大了司令塔体积，配备两具潜望镜，司令塔与控制室之间增加一道水密舱壁。这些改进显著提高了潜艇的水下机动性和生存力。为了达到更高的航速，UB-148号采用两台奔驰六缸四冲程550匹公制馬力（405千瓦特）柴油机用于水面运行，以及两台394匹公制馬力（290千瓦特）的船舶联盟（Schiffsunion）电动发电机用于水下航行；水面最高航速13.5節（25.0每小時），水下7.5節（13.9每小時）；能够在水面以6節（11每小時）航速续航7,280海里（13,480），或以4節（7.4每小時）连续在水下航行55海里（102）而无需充电。
UB-148号的主武器为五具500毫米艇艏鱼雷发射管，其中艇艏四具采用层叠式布局分居两侧、艇艉一具，并可搭载合共10枚G6型鱼雷。辅助武器则是一门105毫米45倍径速射炮。其标准船员编制为3名军官加31名水兵。

## 服役历史
1918年9月19日，UB-148号在前UC-1和UC-71号艇长、海军中尉瓦尔特·瓦热哈的指挥下正式入役，随即展开海试。但由于入役时间较迟，UB-148号在战争结束前未及参与任何作战行动。1918年11月11日签署的《康边停战协定》使第一次世界大战划上句点，两天后，UB-148号被扣押在卡尔斯克鲁纳的瑞典海军基地，以等待进一步发落。根据停战协定的条款，该艇于11月28日被引渡至英国哈维奇正式向协约国投降。
在接下来的几個星期，美国海军表示有兴趣购买几艘前德国潜艇，作为美国当局发行的“胜利自由债券”促销活动的展品。UB-148号成为了因此目的而预留的六艘潜艇之一。1919年3月，美国船员接管该艇，并成立特别管委会，由海军少校哈罗德·T·史密斯担任指挥官。经过一段繁忙的出海准备和调试后，UB-148号与U-111、U-117、U-140、UB-88和UC-97号潜艇以及潜艇母舰布什内尔号一起，于4月3日从哈维奇驶出英吉利海峡。这支非典型的美国任务组织被称为“前德国潜艇远征部队”（Ex-German Submarine Expeditionary Force），在经停亚速尔群岛和百慕大群岛之后，于1919年4月27日抵达纽约，并很快便在当地向公众展出。游客、摄影师、记者、海军技术人员和民用潜艇制造商都蜂拥前来参观这六艘战利品。随后，UB-148号为促进胜利债券的销售而被安排在纽约市附近的美国东岸港口停靠。在这年夏天的爱国事业结束后，美国海军对UB-148和U-111号进行了广泛的测试和实验，以评估它们的性能。
实验结束后，UB-148号被移送至U-117和U-140号所在的费城海军船厂，并共同搁置在那里以等待最终处理。1921年夏天，已于费城遭部分拆除的UB-148号作为靶舰在美国东海岸进行了射击和空中轰炸试验。最终，它被西卡尔号驱逐舰击沉。

## 脚注
1. ↑  Rössler，第56頁.
2. 1 2  Helgason, Guðmundur. . German and Austrian U-boats of World War I - Kaiserliche Marine - Uboat.net.   [2009-02-13].
3. 1 2 3 4 5 6  Gröner 1991，第25-30頁.
4. 1 2  Helgason, Guðmundur. . German and Austrian U-boats of World War I - Kaiserliche Marine - Uboat.net.   [2015-03-11].
5. ↑  陈进，第239頁.
6. ↑  Gibson & Prendergast，第377頁.
7. ↑  . The Washington Herald (Washington, D.C.). 1919-04-23: 1, 3.
8. 1 2  Raymond A. Mann. . Naval History and Heritage Command. 2021-02-25  [2022-04-26].